# ATBO
ATBO ((en hangul, 에이티비오; romanización revisada, Eitibio); un acrónimo de At The Beginning of Originality) es un grupo de chicos de Corea del Sur formado a través del programa de supervivencia de IST Entertainment The Origin – A, B, Or What? en 2022. El grupo consta actualmente de seis miembros: Oh Jun-seok, Ryu Jun-min, Bae Hyun-jun, Jeong Seung-hwan, Kim Yeon-kyu y Won Bin. Seok Rak-won dejó el grupo el 6 de mayo de 2024 debido a problemas de salud. Debutaron el 27 de julio de 2022 con su primer miniálbum The Beginning: 開花.

## Nombre
"ATBO" son las iniciales que conforman At The Beginning of Originality que significa el comienzo de un sueño. El nombre era originalmente "ABO", pero se cambió debido a la preocupación de los fanáticos, ya que el nombre original es un insulto racial en algunas regiones.

## Historia

### Predebut
Yeonkyu fue aprendiz de YG Entertainment y participó en YG Treasure Box, pero no llegó a la alineación final de debut del programa.
El 6 de febrero, se informó que IST Entertainment, hogar de los grupos ídolos masculinos Victon y The Boyz, así como del grupo ídolo femenino Apink y Weeekly, estaba planeando debutar su primer grupo masculino bajo el nuevo nombre de la compañía en la primera mitad del año.
El 10 de febrero, se anunció que los miembros serían seleccionados de un grupo de 13 aprendices a través de un programa de supervivencia producido conjuntamente con Kakao Entertainment y Sony Music Solutions.
En el episodio final emitido el 7 de mayo de 2022, se anunció que los siete concursantes finales debutarían como ATBO. Quedando así como alineación final: Yang Donghwa, Oh Junseok, Ryu Junmin, Bae Hyunjun, Seok Rakwon, Jeong Seunghwan y Kim Yeonkyu.
El 13 de junio de 2022, IST Entertainment anunció que Yang Donghwa no debutaría como miembro de ATBO después de que su mala conducta pasada cuando era estudiante apareciera en redes sociales. El 17 de junio de 2022, IST Entertainment anunció que Won Bin, quien fue eliminado originalmente en el episodio 5, debutaría con ATBO en reemplazo de Donghwa.

### 2022-presente: Debut conThe Beginning: 開花y la partida de Rakwon
ATBO hizo su debut oficial el 27 de julio de 2022, con el lanzamiento de su EP debut, The Beginning: 開花, que se puede traducir aproximadamente como "flor floreciente".
El 6 de mayo de 2024, IST anunció que Seok Rak-Won abandonó el grupo por motivos de salud desde marzo.

## Miembros

### Miembros actuales
| Nombre          | Nombre | Fecha de nacimiento            | Lugar de nacimiento                                   | Posición                                                    |
| Romanización    | Hangul | Fecha de nacimiento            | Lugar de nacimiento                                   | Posición                                                    |
| --------------- | ------ | ------------------------------ | ----------------------------------------------------- | ----------------------------------------------------------- |
| Oh Junseok      | 오준석 | 3 de marzo del 2003 (21 años)  | Isla de Jeju, Corea del Sur                           | Líder, Bailarín principal, Rapero principal y Subvocalista  |
| Ryu Junmin      | 류준민 | 5 de abril del 2003 (21 años)  | Jinju, Provincia de Gyeongsang del Sur, Corea del Sur | Vocalista principal y Visual                                |
| Bae Hyunjun     | 배현준 | 6 de junio del 2003 (21 años)  | Gangnam-gu, Seúl, Corea del Sur                       | Rapero principal y Subvocalista                             |
| Jeong Seunghwan | 정승환 | 27 de enero del 2004 (20 años) | Busan, Corea del Sur                                  | Bailarín principal, Subvocalista, Visual y Centro del grupo |
| Kim Yeonkyu     | 김연규 | 3 de mayo del 2004 (20 años)   | Dongdaemun-gu, Seúl, Corea del Sur                    | Vocalista principal                                         |
| Won Bin         | 원빈   | 1 de julio del 2004 (19 años)  | Goyang, Provincia de Gyeonggi, Corea del Sur          | Subvocalista, Subrapero y Maknae                            |

### Miembros anteriores
| Nombre       | Nombre | Fecha de nacimiento                | Lugar de nacimiento            | Posición                                  |
| Romanización | Hangul | Fecha de nacimiento                | Lugar de nacimiento            | Posición                                  |
| ------------ | ------ | ---------------------------------- | ------------------------------ | ----------------------------------------- |
| Seok Rakwon  | 석락원 | 14 de noviembre del 2004 (19 años) | Seocho-gu, Seúl, Corea del Sur | Bailarín principal, Vocalista y Subrapero |

## Discografía

### Miniálbum
| Título              | Detalles del álbum | Posiciones máximas alcanzadas | Ventas        |
| Título              | Detalles del álbum | KOR                           | Ventas        |
| ------------------- | --- | ----------------------------- | ------------- |
| The Beginning: 開花 | - Publicado: 27 de julio de 2022 - Empresa: IST, Kakao - Formatos: CD, descarga digital, streaming Canciones del álbum 1. "7ibe (Vibe)" 2. "Monochrome (Color)" 3. "Graffiti" 4. "High Five" 5. "WoW" 6. "Run"                             | 6                             | - KOR: 66,212 |
| The Beginning: 始作 | - Publicado: 26 de octubre de 2022 - Empresa: IST, Kakao - Formatos: CD, descarga digital, streaming Canciones del álbum 1. "Attitude" 2. "Time to Go!" 3. "Magic" 4. "Boost" 5. "The Way" 6. "Good Vibes Only"                            | 5                             | - KOR: 87,009 |
| The Beginning: 飛上 | - Publicado: 18 de mayo de 2023 - Empresa: IST, Kakao - Formatos: CD, descarga digital, streaming Canciones del álbum 1. "Next to Me" 2. "Bounce" 3. "Just Dance" 4. "사랑해줘" 5. "Good Thing" (굿 띵), 6. "Just for Us" (저스트 포 어스) | 5                             | - KOR: 66,230 |
| Must Have           | - Publicado: 27 de noviembre de 2023 - Empresa: IST, Kakao - Formato: CD, descarga digital, streaming | 9                             | - KOR: 64,628 |

### Sencillos
| Título               | Año  | Posiciones máximas alcanzadas | Álbum               |
| Título               | Año  | KOR DL                        | Álbum               |
| -------------------- | ---- | ----------------------------- | ------------------- |
| "Monochrome (Color)" | 2022 | 147                           | The Beginning: 開花 |
| "Attitude"           | 2022 | 116                           | The Beginning: 始作 |
| "Next To Me"         | 2023 | 186                           | The Beginning: 飛上 |
| "Must Have Love"     | 2023 | 163                           | Must Have           |

## Videografía

### Videos musicales
| Título               | Año  | Director(es)           | Longitud | Ref.   |
| -------------------- | ---- | ---------------------- | -------- | ------ |
| "Monochrome (Color)" | 2022 | Gibeak Lee (BOLD)      | 3:58     | [ 12 ] |
| "Attitude"           | 2022 | Jimmy (VIA)            | 3:40     | [ 13 ] |
| "Next To Me"         | 2023 | Llanta Haansol (Haans) | 3:45     | [ 14 ] |
| "Must Have Love"     | 2023 | Jimmy (VIA)            | 3:16     | [ 15 ] |

## Filmografía

### Programas de televisión
| Año  | Título                      | Notas                                                                  | Ref.   |
| ---- | --------------------------- | ---------------------------------------------------------------------- | ------ |
| 2022 | The Origin – A, B, Or What? | Programa de supervivencia con el que se conforman los miembros de ATBO | [ 16 ] |
| 2022 | ATBO Walkshop               | Reality show                                                           |        |
| 2024 | 애매모호 RPG                | Reality show                                                           |        |

## Embajada
- Embajador de relaciones públicas de Corea Forest Love Youth Boys (2023) [17]

## Premios y nominaciones
| Ceremonia de premiación      | Año  | Categoría                   | Nominado(s)/trabajo(s) | Resultado | Ref.   |
| ---------------------------- | ---- | --------------------------- | ---------------------- | --------- | ------ |
| Asia Artist Awards           | 2022 | Focus Award                 | ATBO                   | Ganador   | [ 18 ] |
| Asia Model Awards            | 2022 | Rookie of the Year – Singer | ATBO                   | Ganador   | [ 19 ] |
| Asia Star Entertainer Awards | 2024 | Hot Trend                   | ATBO                   | Ganador   | [ 20 ] |
| Genie Music Awards           | 2022 | Best Male Rookie Award      | ATBO                   | Nominado  | [ 21 ] |
| K Global Heart Dream Awards  | 2023 | K Global Next Leader Award  | ATBO                   | Ganador   | [ 22 ] |
| MAMA Awards                  | 2022 | Best New Male Artist        | ATBO                   | Nominado  | [ 23 ] |
| MAMA Awards                  | 2022 | Artist of the Year          | ATBO                   | Nominado  | [ 23 ] |